# Anenský dvůr v Liberci
Anenský dvůr v Liberci nebo také (původně) německy Annahof je novorenesanční obytný dům z roku 1890. Nachází se v ulici Dr. Milady Horákové v Liberci IV-Perštýně. Své jméno dům získal podle klavíristky Anny Finkové.

## Historie
Novorenesanční dům vznikl na konci 19. století a je spjat s hudebnickou rodinou Prokschů. Nejznámější z této rodiny byl hudebník a pedagog Josef Proksch, mezi jehož žáky patřil např. Bedřich Smetana. Josef měl dceru Marii, která se rovněž proslavila jako skvělá klavíristka a hudební skladatelka. S bratrem Antonem založil hudební školu, ale později odešel do Prahy. Školu poté vedl sám Anton, který v Liberci později založil továrnu na výrobu klavírů. Jeho syn Josef Proksch mladší rozšířil výrobu a úspěšná firma potřebovala reprezentativní sídlo a prodejnu svých výrobků. Proto zakoupil pozemek v blízkosti někdejší zemské cesty, v místě, kde procházela přes Harcovský potok.
Dům na trohúhelníkovém půdorysu postavil liberecký stavitel Ferdinand Scholze podle projektu vídeňského architekta Franze von Neumanna, mimo jiné také autora liberecké radnice. Proksch dům pojmenoval Annahof (Anenský dvůr) na počest své tety Anny Finkové, znamenité vídeňské klavíristky.
Vstup do domu je z dnešní ulice Milady Horákové, ačkoli výrazněji je architektonicky provedeno nároží s někdejším vchod do bývalé prodejny klavírů, zdobený dvěma atlanty podpírajícími vysunutý arkýř. sochařská výzdoba je dílem Josefa Elstnera.